# 国際連合事務総長特別代表
国際連合事務総長特別代表（こくさいれんごうじむそうちょうとくべつだいひょう、英語: Special Representative of the Secretary-General, SRSG）とは、国際連合事務総長によって任命される特定ミッションの代表（団長）である。国際連合が進める29のミッションに設置されている。

## 概要
国際連合事務総長特別代表は、国際連合事務総長の代表として、事務総長に代わり、特定ミッションの全権限を行使する。

## 国連事務総長特別代表経験者
- ハビエル・ペレス・デ・クエヤル - アフガニスタン問題担当
- マルッティ・アハティサーリ - ナミビア担当
- 明石康 - 国際連合カンボジア暫定統治機構代表、他
- コフィー・アナン - ユーゴスラビア担当、他
- オララ・オトゥヌ - 子供と武力紛争担当
- カール・ビルト - バルカン諸国担当、他
- イブラヒム・アッボーラ・ガンバリ - 国連アンゴラ・ミッション代表
- ラディカ・クマラスワミ - 子供と武力紛争担当
- 長谷川祐弘 - 国連東ティモール支援団代表
- 崔英鎮 - 国際連合コートジボワール活動代表
- デビッド・シアラー - 国際連合南スーダン派遣団長
- 山本忠通 - 国連アフガニスタン支援ミッション代表
- 水鳥真美 - 国連国際防災戦略事務局代表